# Lyriothemis tricolor
Lyriothemis tricolor је инсект из реда Odonata и фамилије Libellulidae.

## Угроженост
Ова врста није угрожена, и наведена је као последња брига јер има широко распрострањење.

## Распрострањење
Врста је присутна у Бангладешу, Јапану, Кини, Индији и Мјанмару.

## Популациони тренд
Популациони тренд је за ову врсту непознат.

## Станиште
Станишта врсте су шуме и слатководна подручја.